# Lista de vereadores de Salvador da 14.ª legislatura
Esta é a lista de vereadores de Salvador, eleitos nas eleições de 1º de outubro de 2000, que ocuparam a Câmara Municipal de Salvador no mandato de 1 de janeiro de 2001 a 31 de dezembro de 2004.
|    | Nome                                                                         | Partido                                            | Votos  | %    | Observações |
| -- | ---------------------------------------------------------------------------- | -------------------------------------------------- | ------ | ---- | ----------- |
| 1  | Maurício Gonçalves Trindade (Salvador, 10.09.1962–)                          | Partido Social Cristão (PSC)                       | 24.530 | 2,42 | 1º mandato  |
| 2  | Agenor Gordilho Neto (Salvador, 23.04.1951–)                                 | Partido Liberal (PL)                               | 15.809 | 1,56 | 2º mandato  |
| 3  | Eronildes Lima Vasconcelos                                                   | Partido da Frente Liberal (PFL)                    | 12.910 | 1,27 | 1º mandato  |
| 4  | Alfredo Macedo Mangueira (Salvador, 20.12.1948–)                             | Partido da Frente Liberal (PFL)                    | 12.369 | 1,22 | 2º mandato  |
| 5  | Daniel Gomes de Almeida                                                      | Partido Comunista do Brasil (PCdoB)                | 11.647 | 1,15 | 2º mandato  |
| 6  | Marcelo de Oliveira Guimarães Filho                                          | Partido da Frente Liberal (PFL)                    | 11.547 | 1,14 | 1º mandato  |
| 7  | Paulo Sérgio Paranhos de Magalhães Júnior (Salvador, 09.12.1974–)            | Partido da Frente Liberal (PFL)                    | 10.889 | 1,07 | 1º mandato  |
| 8  | Pedro Luiz da Silva Godinho (Salvador, 28.06.1947–)                          | Partido da Frente Liberal (PFL)                    | 10.317 | 1,02 | 2º mandato  |
| 9  | Emmerson José da Silva (2001-2004) (Belo Horizonte, 03.05.1965–)             | Partido da Frente Liberal (PFL)                    | 10.266 | 1,01 | 2º mandato  |
| 10 | José Raimundo dos Santos (Catu, 15.07.1950–)                                 | Partido Liberal (PL)                               | 10.230 | 1,01 | 1º mandato  |
| 11 | Carlos Alberto Gaban, Beto Gaban (Mococa, 07.08.1959–)                       | Partido da Frente Liberal (PFL)                    | 9.749  | 0,96 | 2º mandato  |
| 12 | Antonio Cerqueira Lima (Feira de Santana, 18.02.1940–)                       | Partido Trabalhista Brasileiro (PTB)               | 9.666  | 0,95 | 2º mandato  |
| 13 | Dr. Gilberto José dos Santos Filho (Cachoeira, 17.04.1948–)                  | Partido Trabalhista Brasileiro (PTB)               | 9.624  | 0,95 | 2º mandato  |
| 14 | Sandoval Souza Guimarães (Andaraí, 15.04.1946–12.02.2025)                    | Partido do Movimento Democrático Brasileiro (PMDB) | 9.193  | 0,91 | 1º mandato  |
| 15 | Silvoney Sales de Almeida (Salvador, 06.06.1949–)                            | Partido do Movimento Democrático Brasileiro (PMDB) | 9.175  | 0,91 | 2º mandato  |
| 16 | Wanete Santos de Carvalho (Cachoeira, 06.01.1967–)                           | Partido Progressista (PP)                          | 9.149  | 0,90 | 1º mandato  |
| 17 | Francisco Javier Ulpiano Alfaya Rodriguez (Redondela - Espanha, 31.07.1956–) | Partido Comunista do Brasil (PCdoB)                | 9.000  | 0,89 | 2º mandato  |
| 18 | Cristóvão Ferreira Júnior, Cristovinho (Salvador, 23.02.1958–)               | Partido Liberal (PL)                               | 8.455  | 0,83 | 2º mandato  |
| 19 | José Eduardo Vieira Ribeiro, Zezéu Ribeiro                                   | Partido dos Trabalhadores (PT)                     | 8.241  | 0,81 | 1º mandato  |
| 20 | Sandro Gonzaga Santana (Carapicuíba, 29.01.1978–)                            | Partido do Movimento Democrático Brasileiro (PMDB) | 7.955  | 0,78 | 1º mandato  |
| 21 | João Luiz Silva Ferreira, Juca Ferreira (Salvador, 31.01.1949–)              | Partido Verde (PV)                                 | 7.940  | 0,78 | 1º mandato  |
| 22 | Odiosvaldo Bomfim Vigas (Salvador, 08.06.1951–)                              | Partido Democrático Trabalhista (PDT)              | 7.622  | 0,75 | 2º mandato  |
| 23 | Emiliano José da Silva Filho                                                 | Partido dos Trabalhadores (PT)                     | 7.249  | 0,72 | 1º mandato  |
| 24 | Jorge Eduardo de Schoucair Jambeiro (Salvador, 19.02.1947–)                  | Partido Social Cristão (PSC)                       | 6.859  | 0,68 | 2º mandato  |
| 25 | Antonio Carlos Silva Santos, Bomba (Salvador, 10.02.1958–)                   | Partido Social Cristão (PSC)                       | 6.472  | 0,64 | 1º mandato  |
| 26 | José Carlos da Silva, J. Carlos (Madre de Deus, 09.02.1950–)                 | Partido dos Trabalhadores (PT)                     | 6.404  | 0,63 | 1º mandato  |
| 27 | Valdenor Moreira Cardoso (Salvador, 08.01.1952–)                             | Partido da Social Democracia Brasileira (PSDB)     | 6.372  | 0,63 | 2º mandato  |
| 28 | Décio Correia de Menezes Sant'Anna (Salvador, 21.04.1942–)                   | Partido Progressista (PP)                          | 6.341  | 0,63 | 1º mandato  |
| 29 | Celso Cotrim Coelho (Salvador, 31.10.1947–)                                  | Partido dos Trabalhadores (PT)                     | 6.189  | 0,61 | 1º mandato  |
| 30 | Edinil do Espírito Santo (Salvador, 24.03.1940–)                             | Partido Social Cristão (PSC)                       | 5.192  | 0,51 | 1º mandato  |
| 31 | Sérgio Palma Nogueira, Coelho (Salvador, 11.03.1945–)                        | Partido da Reconstrução Nacional (PRN)             | 5.087  | 0,50 | 1º mandato  |
| 32 | Theofilo Virgílio Senna (Nazaré, 14.07.1958–)                                | Partido da Reconstrução Nacional (PRN)             | 4.944  | 0,49 | 1º mandato  |
| 33 | Valquíria Barbosa da Silva (Salvador, 25.04.1942–)                           | Partido Trabalhista do Brasil (PTdoB)              | 3.977  | 0,39 | 1º mandato  |
| 34 | Dr. Walnilton Carlos dos Santos (Salvador, 20.11.1927–)                      | Partido Socialista Brasileiro (PSB)                | 3.333  | 0,33 | 1º mandato  |
| 35 | Jorge Gomes de Jesus (Salvador, 10.04.1952–)                                 | Partido Democrático Trabalhista (PDT)              | 3.061  | 0,30 | 1º mandato  |

## Legenda
| Cor  | Significado          |
| Bege | Presidente da Câmara |
| Azul | Suplente             |